# Kladova
Ez a szócikk a Temes megyei (korábban Krassó-Szörény vármegyei) faluról szól. Az Arad megyeit lásd itt: Kalodva.

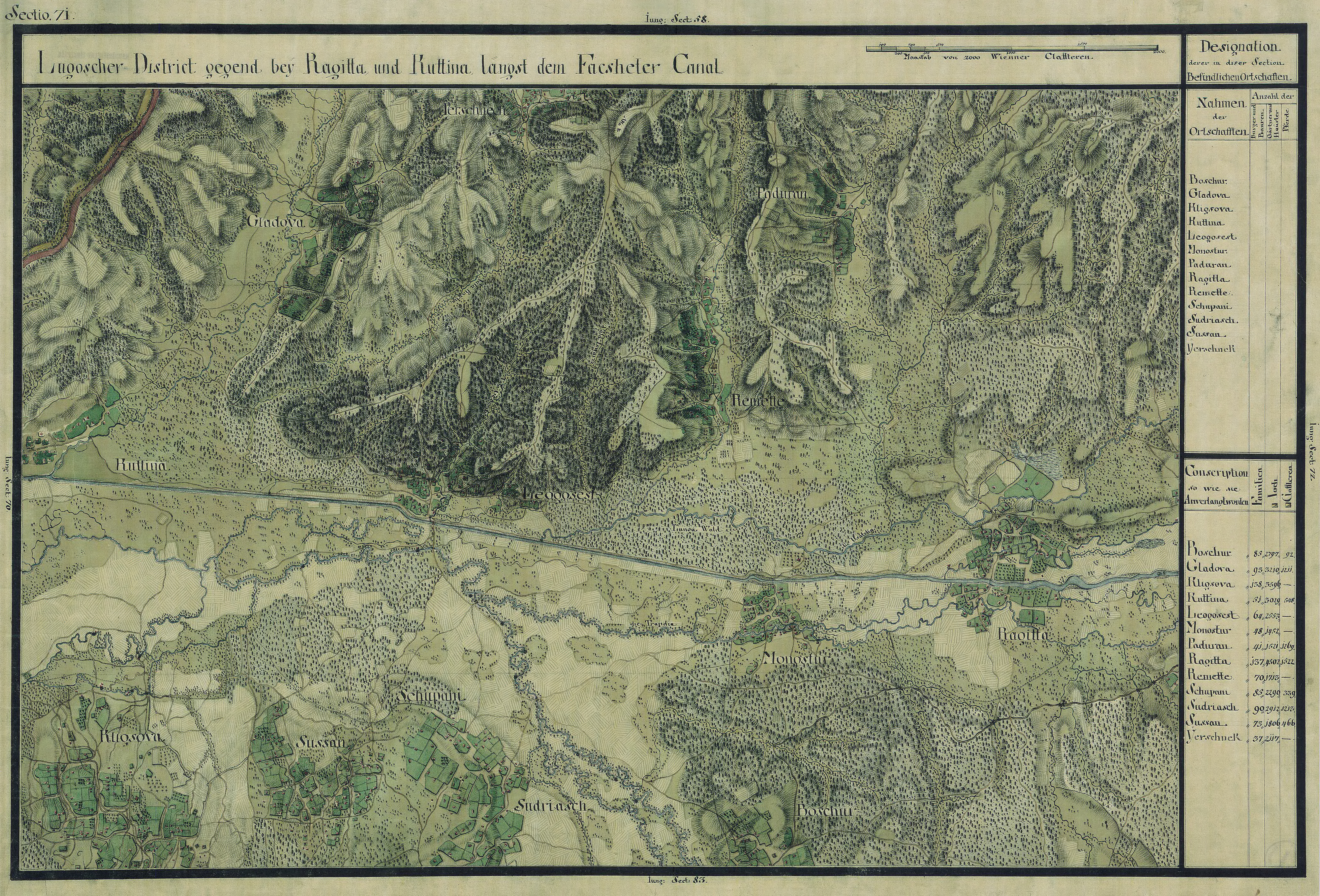
Kladova, Kladova környéke 1770 körül

Kladova, 1911 és 1918 között Bégakalodva (románul: Cladova) falu Romániában, a Bánságban, Temes megyében.

## Fekvése
Lugostól 31 km-re észak–északkeletre, az azonos nevű patak partján fekszik.

## Nevének eredete
Ld. Kalodva falunál. Első írásos említése 1453-ból való: Cladwa. 1554-ben Iqladova. Hivatalos magyar nevét is az Arad vármegyei Kalodva falu mintájára alkották.

## Története
A középkori falu 1612-ben pusztaként szerepelt. A 17–18. században kamarai birtok volt.
Krassó vármegyéhez, 1880-tól Krassó-Szörény vármegye Bégai járásához tartozott.

## Lakossága
1900-ban 781 lakosából 740 román és 33 cigány anyanyelvű; 760 ortodox, 13 görögkatolikus és 8 zsidó vallású volt. 17%-uk tudott írni–olvasni, 1%-uk beszélt magyarul.

2002-ben 533 lakosából 511 román és 21 ukrán anyanyelvű; 367 ortodox és 164 pünkösdista vallású volt.